# Qindu (häradshuvudort i Kina, Shaanxi, lat 34,34, long 108,71)
Qindu (kinesiska: 秦都, 秦都区) är en häradshuvudort i Kina. Den ligger i provinsen Shaanxi, i den nordvästra delen av landet, omkring 19 kilometer nordväst om provinshuvudstaden Xi'an. Antalet invånare är 507 093. Befolkningen består av 256 575 kvinnor och 250 518 män. Barn under 15 år utgör 12,0 %, vuxna 15-64 år 79 %, och äldre över 65 år 8,0 %.
Runt Qindu är det tätbefolkat, med 530 invånare per kvadratkilometer. Närmaste större samhälle är Xianyang, 0,69 km sydväst om Qindu. Trakten runt Qindu består till största delen av jordbruksmark.
Genomsnittlig årsnederbörd är 669 millimeter. Den regnigaste månaden är september, med i genomsnitt 149 mm nederbörd, och den torraste är december, med 1 mm nederbörd.